# Paolo Mondini
Paolo Mondini (* 22. Dezember 1953 in Genua) ist ein ehemaliger italienischer Autorennfahrer. 

## Karriere als Rennfahrer
Paolo Mondini ging in seiner Karriere einmal beim 24-Stunden-Rennen von Le Mans an den Start. 1993 fuhr er gemeinsam mit Riccardo Agusta und Onofrio Russo einen Venturi 500LM an die 23. Stelle der Gesamtwertung.

## Statistik

### Le-Mans-Ergebnisse
| Jahr | Team          | Fahrzeug      | Teamkollege     | Teamkollege   | Platzierung | Ausfallgrund |
| ---- | ------------- | ------------- | --------------- | ------------- | ----------- | ------------ |
| 1993 | Agusta Racing | Venturi 500LM | Riccardo Agusta | Onofrio Russo | Rang 23     |              |